# Ólublói járás

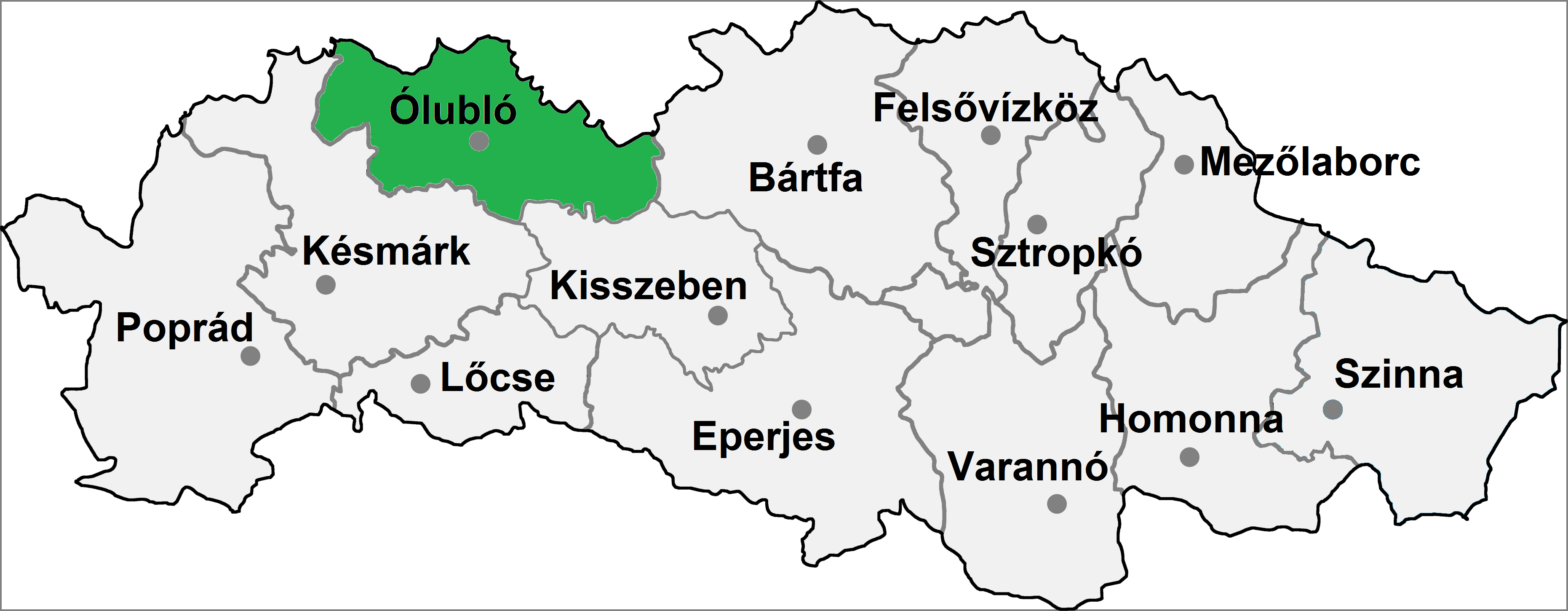
Az Ólublói járás

Az Ólublói járás (Okres Stará Ľubovňa) Szlovákia Eperjesi kerületének közigazgatási egysége. Területe 624 km², lakosainak száma 52 866 (2011), székhelye Ólubló (Stará Ľubovňa). A járás területe nagyrészt az egykori Szepes vármegye területe volt, egy kis része Sáros vármegyéhez tartozott.

## Népessége
| Év:            | 1994.  | 2004.   | 2014.   | 2024.   |
| -------------- | ------ | ------- | ------- | ------- |
| Emberek száma: | 48 627 | 51 373  | 53 379  | 53 392  |
| Eltérés:       |        | +5,64 % | +3,90 % | +0,02 % |

| Év:            | 2023.  | 2024.   |
| -------------- | ------ | ------- |
| Emberek száma: | 53 107 | 53 392  |
| Eltérés:       |        | +0,53 % |

## Az Ólublói járás települései
- Abroncsos (Obručné)
- Alsózúgó (Nižné Ružbachy)
- Berkenyéd (Jarabina)
- Csércs (Čirč)
- Erdős (Lesnica)
- Feketekút (Šambron)
- Felsőkánya (Šarišské Jastrabie)
- Felsőzúgó (Vyšné Ružbachy)
- Gnézda (Hniezdne)
- Györkvágása (Ďurková)
- Hajtóka (Hajtovka)
- Hársád (Litmanová)
- Határhely (Hraničné)
- Helivágása (Haligovce)
- Hosszúvágás (Legnava)
- Kalács (Kolačkov)
- Kijó (Kyjov)
- Kishárs (Malý Lipník)
- Kislomnic (Lomnička)
- Komlóskert (Chmeľnica)
- Kormos (Hromoš)
- Kövesfalva (Kamienka)
- Kristályfalu (Veľká Lesná)
- Kriványpusztamező (Pusté Pole)
- Lackvágása (Lacková)
- Lublókorompa (Kremná)
- Lubotény (Ľubotín)
- Máté (Matysová)
- Nagyhársas (Veľký Lipník)
- Nagymajor (Stráňany)
- Ólubló (Stará Ľubovňa)
- Orló (Orlov)
- Palocsa (Plaveč)
- Palonca (Plavnica)
- Podolin (Podolínec)
- Poprádfalu (Forbasy)
- Poprádófalu (Starina)
- Poprádökrös (Ruská Voľa nad Popradom)
- Poprádremete (Mníšek nad Popradom)
- Pusztamező (Vislanka)
- Sárosújlak (Údol)
- Szepesjakabfalva (Jakubany)
- Szulin (Sulín)
- Újlubló (Nová Ľubovňa)